# Cartó pedra

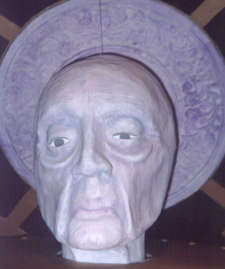
Escultura de cartró pedra.

El cartó pedra és una pasta de paper endurida amb gluten, guix, escaiola o altres substàncies plàstiques per a fer ornaments que imiten el guix o la pedra. S'utilitza per confeccionar màscares, titelles, els ninots de les Falles de València i les Fogueres d'Alacant, així com per fer escenaris i l'attrezzo al teatre i al cinema o elements decoratius d'arquitectura interior.

## Tècnica
La tècnica emprada és semblant a la del paper maixé. A partir del modelatge en fang de la figura s'obté un negatiu en escaiola, dividit en dos. Es trossegen fulls de cartó, es mullen i piquen a fi i efecte de tornar-los dúctils, i s'emaren en engrut. Després es col·loquen en formar successives capes, als racons del motlle. Quan s'asseca el cartó, pot extreure's la peça, que ja està llesta per unir-la a d'altres i formar la figura. Aquesta tècnica és coneguda en l'àmbit faller com «tirar de cartó»
Una vegada construïda aquesta, es repassa la seva superfície exterior de nou amb engrut rebaixat, s'enganxen petites tires de paper de diari per cobrir els buits i desnivells, es remodela de pasteta a fi d'aconseguir l'expressió o gest pretès i es prepara per ser pintada. La superfície del cartó es recobreix amb quatre capes successives de pasta o de cola. Després es procedeix al polit de la figura per tal d'eliminar rugositats o coàguls, i finalment s'entona i pinta amb pintura plàstica, esmalts acrílics o a l'oli.